# داوود رکنی
داوود رکنی (عبری: דוד רוקני‎؛ زادهٔ ۶ ژانویه ۱۹۳۲) یک فرد نظامی اهل اسرائیل است. او مسئول اصلی حمل کردن مشعل در روز استقلال اسرائیل است.

## زندگی‌نامه
رکنی در ایران به دنیا آمد و در جوانی به اسرائیل مهاجرت کرد. او در ارتش اسرائیل دارای رده کلنل است. بیشتر شهرت او در اسرائیل به خاطر حمل مشعل در روز استقلال اسرائیل است که این کار را ۳۷ سال مداوم انجام داده است. او در سال ۲۰۱۶ بازنشسته شد و از رئیس جمهور اسرائیل روبن ریولین نشان افتخار دریافت کرد.

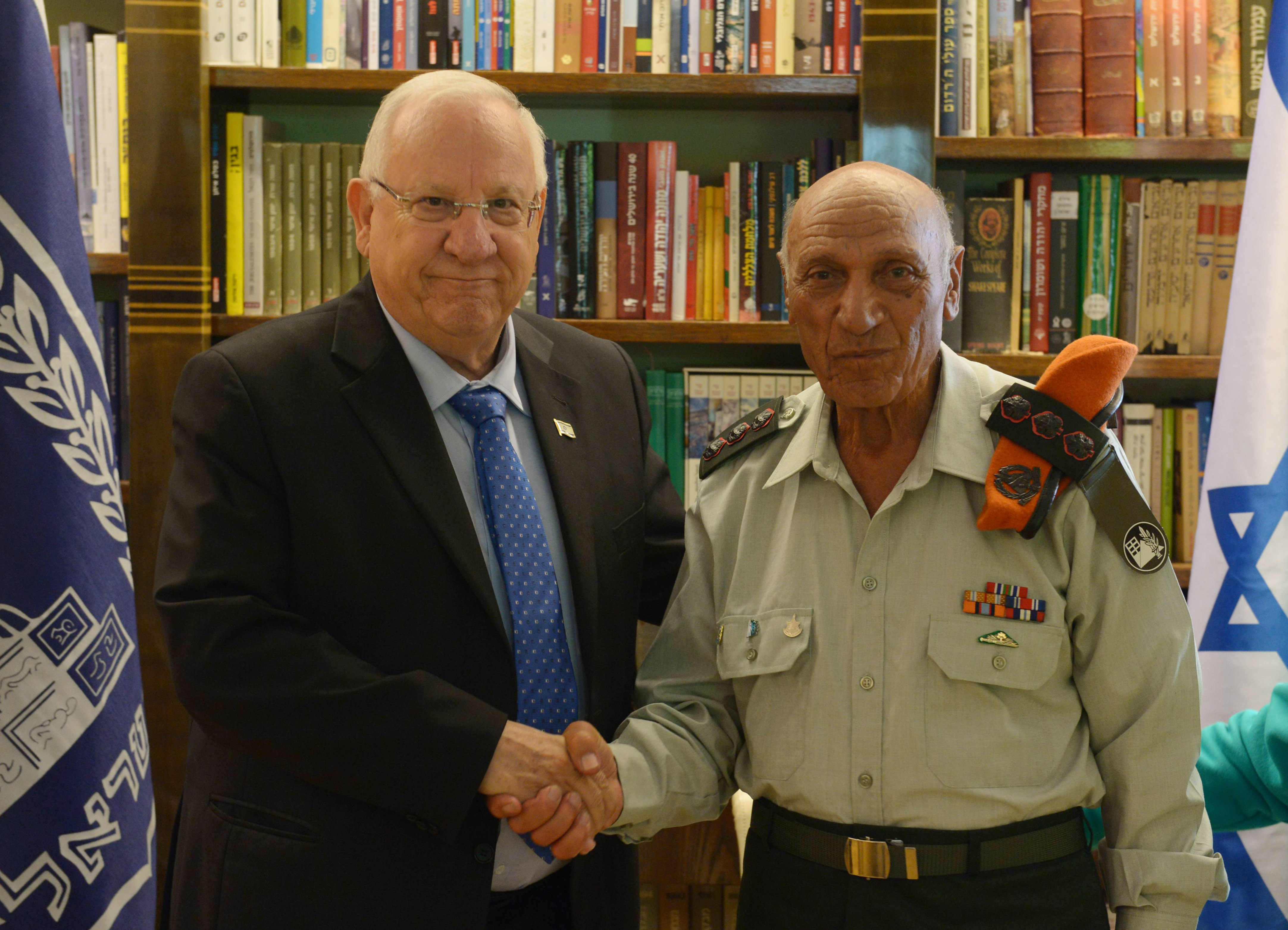
رکنی به همراه روبن ریولین رئیس جمهور اسرائیل.